# Hugo Haerdtl

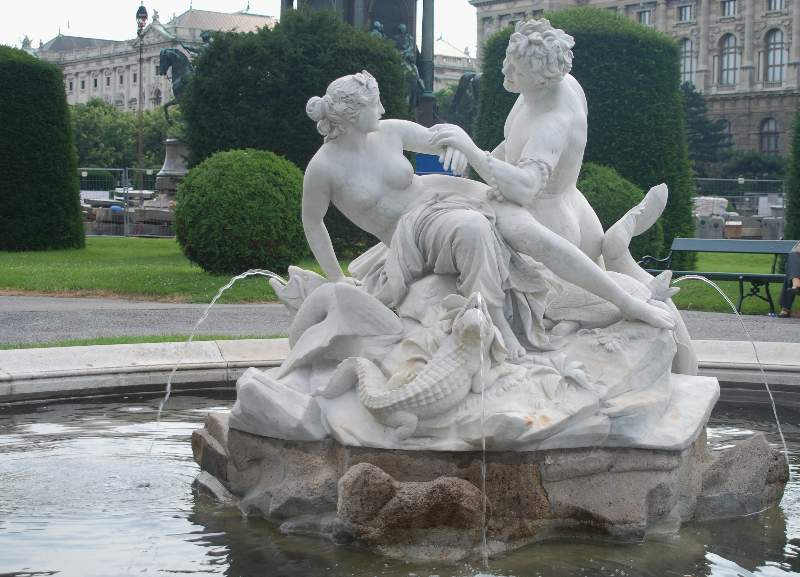
Tritonen- und Najadenbrunnen von Hugo Haerdtl

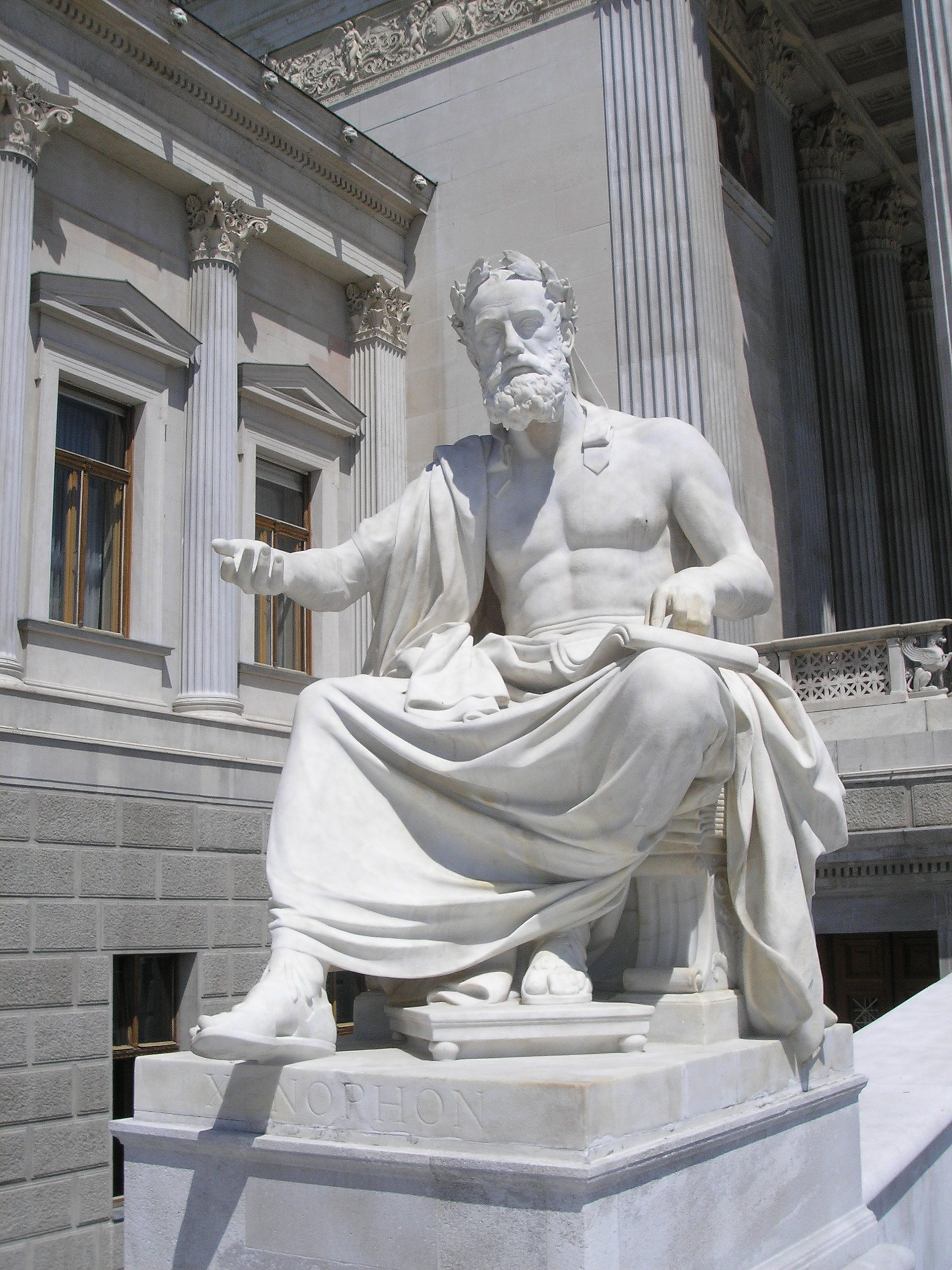
Sitzfigur des Xenophon vor dem Parlamentsgebäude von Hugo Haerdtl

Hugo Haerdtl (* 23. November 1846 in Hof in Krain; † 16. Februar 1918 in Wien) war ein österreichischer Bildhauer.

## Leben
Hugo Haerdtl wurde in der Krain geboren und  studierte an der Akademie der bildenden Künste Wien bei Franz Melnitzky, bei dem er auch tätig war. Nach dessen Tod 1876 arbeitete Haerdtl selbständig. Er wurde am Wiener Zentralfriedhof bestattet.

## Werk
Haerdtl wirkte vor allem bei der Ausstattung zahlreicher historistischer Ringstraßenbauten in Wien mit, wo er Freiplastiken, Reliefs, Dekorationen und Brunnen schuf, u. a.:
- Zwickelfiguren, die sechs Schöpfungstage, Mittelrisalit (Bellariastraße) des Naturhistorischen Museums
- Xenophon, Sitzfigur an der Rampe des Parlamentsgebäudes
- Allegorie der Justiz, Giebelrelief am Parlamentsgebäude
- Vaterlandsliebe, Giebelgruppe im Peristyl des Parlamentsgebäudes
- Allegorie von Flüssen, Pallas-Athene-Brunnen vor dem Parlamentsgebäude
- Tritonen- und Najadenbrunnen, Maria-Theresien-Platz (1887–1890)
- Innenausstattung, Schottenkirche
- Galenos, Standbild im Stiegenhaus des Anatomischen Instituts, Wien 9